# Mohammed Al-Hakim

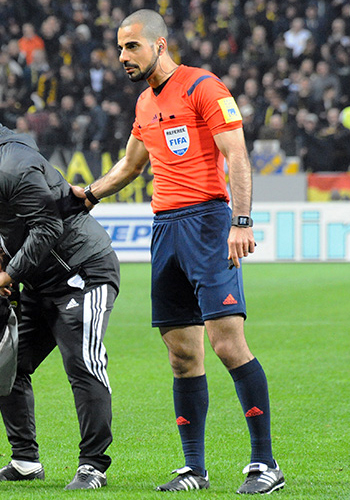
Mohammed Al-Hakim (2015)

Mohammed Al-Hakim, född 15 april 1985 i Najaf i Irak, är en svensk fotbollsdomare och officer.
Al-Hakim blev distriktsdomare 2002, förbundsdomare 2008 och Fifadomare 2015. Han debuterade i Superettan samt gjorde sin internationella debut 2011 och debuterade i Allsvenskan 2012.
På Fotbollsgalan 2015 blev Al-Hakim utsedd till "Årets domare".